# 15989 Anusha
15989 Anusha este o planetă minoră (asteroid), cu un diametru de 3,727 km, din centura de asteroizi. A fost descoperită pe 14 decembrie 1998 la Experimental Test Site⁠(d) de Lincoln Near-Earth Asteroid Research. 
Obiectul prezintă o orbită caracterizată de o semiaxă mare de 2,3260099 UAi, o excentricitate de 0,1, o înclinație de 5,70863 ° în raport cu ecliptica.